# Peter Connolly
Pour les articles homonymes, voir Connolly.
Peter Connolly, né le 8 mai 1935 et mort le 2 mai 2012, est un historien, archéologue et illustrateur spécialiste de l'Antiquité grecque et romaine. Il a utilisé ses compétences d'illustrateur dans ses ouvrages.

## Biographie
Peter Connolly a étudié à l'Université de Brighton, College of Arts and Crafts. Il a commencé à s'intéresser à l'histoire militaire des mondes anciens dans les années 1970,.
Il est célèbre pour son œuvre de vulgarisation.

## Œuvres
- Crosher, Judith (1974), The Greeks, Macdonald Educational (Illustré par Peter Connolly)
- Connolly, Peter (1975), The Roman Army, Macdonald Educational
- Connolly, Peter (1977), The Greek Armies, Macdonald Educational
- Connolly, Peter (1978), Hannibal and the Enemies of Rome, Macdonald Educational
- Connolly, Peter (1978), Armies of the Crusades, Macdonald Educational
- Connolly, Peter (1979), Pompeii, Macdonald Educational
- Connolly, Peter (1981), Greece and Rome at War, Macdonald Phoebus Ltd
  - Revised 1998 edition, London: Greenhill Books and Pennsylvania: Stackpole Books
- Connolly, Peter (1983), Living in the Time of Jesus of Nazareth, Oxford University Press
  - Reprinted as A History of the Jewish People in the Time of Jesus: From Herod the Great to Masada (1987), as The Jews in the Time of Jesus: A History (1995) and as The Holy Land (1999)
- Connolly, Peter (1986), The Legend of Odysseus, Oxford University Press
  - Reprinted as The Ancient Greece of Odysseus, 1998
- Connolly, Peter (1988), Tiberius Claudius Maximus: The Legionary, Oxford University Press
- Connolly, Peter (1988), Tiberius Claudius Maximus: The Cavalryman, Oxford University Press
- Hackett, John (1989), Warfare in the Ancient World, Facts On File (Illustré par Peter Connolly)
- Coe, Michael (editor) (1989), Swords and Hilt Weapons, Grove Press (Contribution de Peter Connolly)
- Connolly, Peter (1991), The Roman Fort, Oxford University Press
- Burrell, Roy (1991), The Romans, Oxford University Press (Illustré par Peter Connolly)
- Connolly, Peter (1993), Greek Legends: The Stories, the Evidence, Simon and Schuster
- Burrell, Roy (1997), Oxford First Ancient History (Series: Oxford First Books), Oxford University Press (Illustré par Peter Connolly)
- Connolly, Peter (editor) (1998), The Hutchinson Dictionary of Ancient and Medieval Warfare, Routledge
- Connolly, Peter and Hazel Dodge (1998), The Ancient City, Life in Classical Athens & Rome, Oxford University Press
- Connolly, Peter (2001), Ancient Greece, Oxford University Press (Texte de Andrew Solway)
- Connolly, Peter (2001), Ancient Rome, Oxford University Press (Texte de Andrew Solway)
- Connolly, Peter (2003), Colosseum: Rome's Arena of Death, BBC Books